# Palagianello
Palagianello (im örtlichen Dialekt: Palascianìdde, Pulscianìdde oder Poloscianìdde) ist eine italienische Gemeinde (comune) in der Provinz Tarent in Apulien. Palagianello gehört zur Comunità Montana della Murgia Tarantina.

## Geografie
Die Gemeinde liegt etwa 27 Kilometer nordwestlich von Tarent und hat 7543 Einwohner (Stand 31. Dezember 2023).

## Geschichte
Die älteste erhaltene Erwähnung von Palagianello stammt von 1463. Der Ortsname rührt vermutlich von dem Gentilnamen Palavianus her.

## Verkehr
Um die Ortschaft herum führt die Autostrada A14 Bari–Tarent. Ein Anschluss besteht nicht. Südlich verläuft in Ost-West-Richtung die Staatsstraße 7.
Palagianello hat einen Bahnhof an der Bahnstrecke Bari–Taranto.

## Persönlichkeiten
- Pierdavide Carone (* 1988), Sänger, aufgewachsen in Palagianello